# Spinepeira
Spinepeira là một chi nhện trong họ Araneidae.